# Ioki
ioki è un'azienda tecnologica tedesca specializzata in servizi e prodotti digitali per il trasporto pubblico con sede a Francoforte.
ioki è l'acronimo di Input Output Künstliche Intelligenz (Intelligenza Artificiale Input Output).
ioki fornisce servizi digitali per il trasporto pubblico come una piattaforma di ridepooling, pianificazione dei trasporti basata sui dati e un sistema di navigazione per i conducenti di autobus. Sebbene la maggior parte dei servizi sia attualmente ancora fornita nella regione DACH, l’offerta di prodotti e servizi dell’azienda sta crescendo anche in Italia, Spagna, Francia e Regno Unito.
I clienti di ioki includono città, aziende di trasporto pubblico, distretti scolastici, enti governativi e organizzazioni private.

## Storia
ioki è stata fondata nel 2017 come startup aziendale della Deutsche Bahn, la principale compagnia ferroviaria tedesca, per concentrarsi e promuovere il trasporto pubblico autonomo. Nel corso degli anni, il portafoglio di prodotti e servizi si è ampliato e ha portato a un focus integrato sulla digitalizzazione e sull’accessibilità.
Nell’ottobre 2017 nella città termale di Bad Birnbach, nella Bassa Baviera, è stata lanciata la prima linea di autobus autonoma sulle strade pubbliche in Germania con il sistema operativo ioki.
L'azienda ha lanciato ioki Hamburg, uno dei servizi di trasporto a domanda più antichi e di maggior successo in Germania.
ioki ha collaborato con la Verkehrsbetriebe Hamburg (VHH) per creare una navetta che trasporta passeggeri 24 ore su 24 su veicoli elettrici. Successivamente è stato ribattezzato hvv hop. Il servizio è iniziato con dieci veicoli ed è cresciuto dal suo lancio. Nel 2019, ioki e Verkehrsbetriebe Hamburg (VHH) hanno vinto il Deutscher Mobilitätspreis (Premio tedesco per la mobilità) per il progetto ioki Hamburg.
Da allora sono stati avviati diversi progetti on-demand in tutta Europa.
Nel febbraio 2024, ioki e la start-up di teleguida Vay hanno annunciato la loro partnership per realizzare il primo servizio on-demand guidato a distanza nel trasporto pubblico.

## Attività
ioki è una società tecnologica e di software-as-a-service. La piattaforma di ridepooling e routing di ioki è adatta sia per il trasporto con conducente che per quello autonomo. La piattaforma ha lo scopo di creare carpool e combinare i viaggi prenotati in percorsi ottimizzati. È costituito da uno strumento di amministrazione per l'operatore, dall'app per il veicolo e dall'app per il passeggero personalizzabile.
Per ottimizzare il trasporto pubblico, ioki utilizza analisi della mobilità basate sui dati per identificare le esigenze della popolazione nella rispettiva area di servizio e consentire la valutazione della situazione della mobilità locale. L'azienda ha recentemente aggiunto un sistema di navigazione specializzato nella navigazione degli autobus e consiste in una versione web per la gestione del percorso e un'app di navigazione per l'autista. ioki è membro di diverse organizzazioni e reti per promuovere la mobilità digitale e autonoma, come SAAM (Associazione Svizzera per la Mobilità Autonoma) e PAVE Europe.
Ad aprile 2024, la compagnia ha raggiunto 5 milioni di passeggeri sulla piattaforma.